# 下議院領袖辦公室
下議院領袖辦公室（英語：Office of the Leader of the House of Commons）是一個隸屬內閣事務部的英國政府部門，負責為下議院領袖提供支援。
該部門由下議院領袖領導，並主要由多名高級公務員作支援。現任領袖為布樂詩。

## 職責
下議院領袖辦公室負責以下事務：
- 統籌政府的立法議程；
- 管理任何下議院的日常事務（包括電子呈請書）和改革工作；
- 國會議員的酬津安排；